# Teruaki Kurobe
Teruaki Kurobe (* 6. březen 1978) je bývalý japonský fotbalista.

## Klubová kariéra
Hrával za Kyoto Purple Sanga, Cerezo Osaka, Urawa Reds, JEF United Chiba, Avispa Fukuoka, Kataller Toyama, TTM Customs.

## Reprezentační kariéra
Teruaki Kurobe odehrál za japonský národní tým v letech 2003-2004 celkem 4 reprezentační utkání.

## Statistiky
| Japonsko | Japonsko | Japonsko |
| Roky     | Záp.     | Góly     |
| -------- | -------- | -------- |
| 2003     | 3        | 0        |
| 2004     | 1        | 0        |
| Celkem   | 4        | 0        |